# Jun Amano
Jun Amano (jap. 天野 純 Amano Jun; ur. 19 lipca 1991) – japoński piłkarz występujący na pozycji pomocnika. Obecnie występuje w Yokohama F. Marinos.

## Kariera klubowa
Od 2014 roku występował w klubie Yokohama F. Marinos.